# Zahar Prilepin

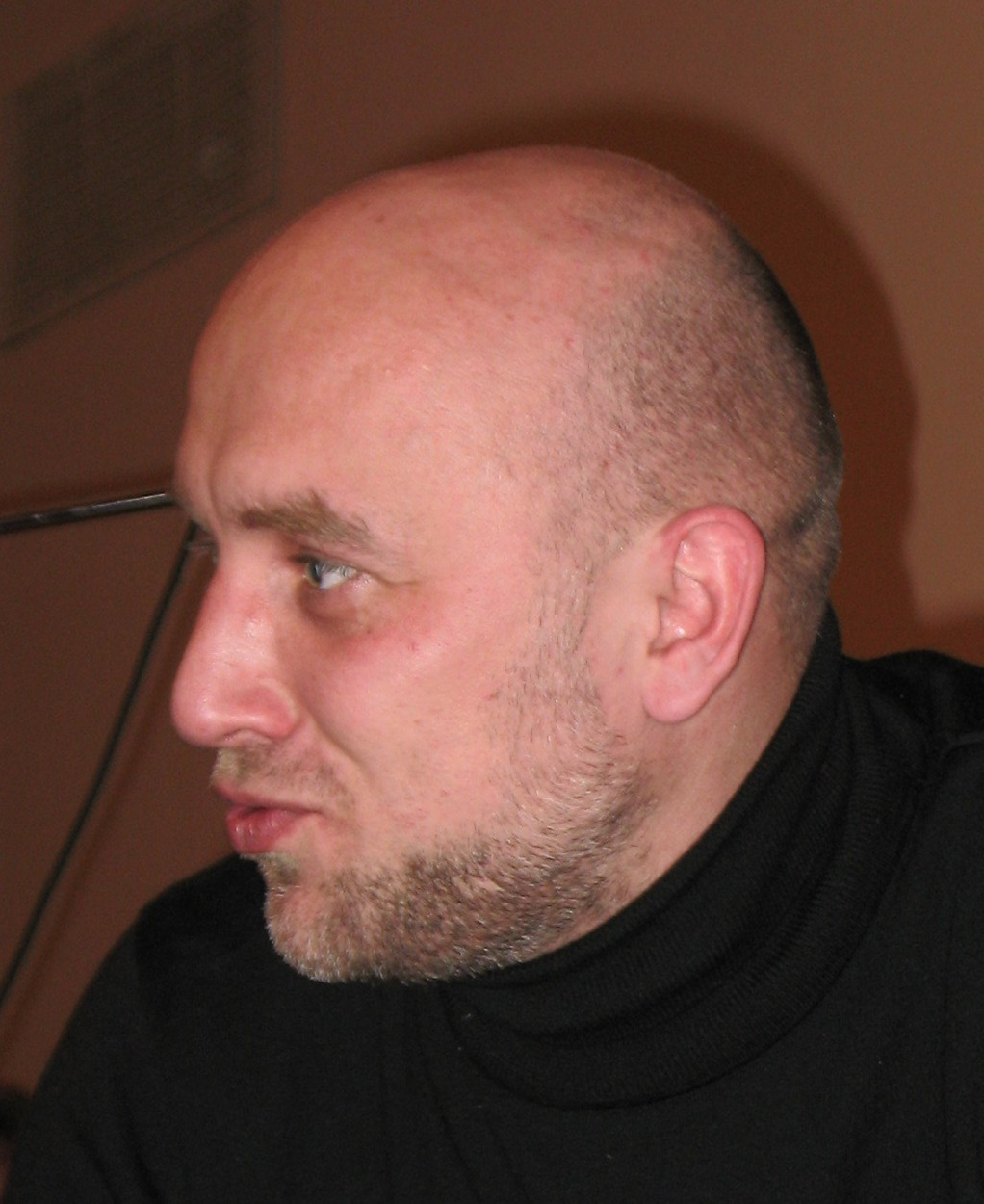
Zahar Prilepin

Evghenii Nikolaevici Prilepin (în rusă Евге́ний Никола́евич Приле́пин), cunoscut sub pseudonimul Zahar Prilepin (în limba rusă: Захар Прилепин; n. 7 iulie 1975) este un romancier și politician rus, membru al Partidului Național-Bolșevic.

## Opera

### Romane
- Санькя – Sankia. Ad Marginem, Moscova, 2006, 280 pages
- Патологии. Andreevsky Flag, Moscova, 2005, 250 pages
- Грех – Păcatul. Vargius, Moscova, 2007
- Чёрная обезьяна (Maimuța neagră) AST, Moscova, 2012
- Обитель. (Abode) AST, Moscova, 2014

### Povești
- Ботинки, полные горячей водкой. AST, Moscova, 2008
- Война. (Război) AST, Moscova, 2008
- Революция. (Revoluția) AST, Moscova, 2009

### Eseuri
- Я пришёл из России. (Eu sunt din Rusia) Moscova, 2008
- Terra Tartarara. Это касается лично меня" (сборник эссе). AST, Moscova, 2009
- Летучие бурлаки. AST, Moscova, 2014

### Altele
- Леонид Леонов: Игра его была огромна. (Leonid Leonov: Jocul său a fost măreț) Molodaya Gvardiya, Moscova, 2010
- Книгочёт. Astrel, Moscova, 2012
- Именины сердца. Разговоры с русской литературой. (Aniversarea inimii. Discuții cu literatura rusă) AST, Moscova, 2009